# 徐静斐
徐静斐（1929年11月21日—2019年11月26日），女，江苏宜兴人。中国遗传育种学家，蚕桑学专家，安徽农学院教授。画家徐悲鸿之女。

## 生平
1929年11月21日出生于南京市丹凤街。祖籍江苏省宜兴县屺亭桥。父亲是画家徐悲鸿，母亲是蒋碧微。5岁半入南京鼓楼小学读书。全面抗日战争爆发后随家人迁至四川省重庆。1941年入沙坪坝中央大学附属中学读书。1946年随校迁回南京。1948年9月入南京金陵女子文理学院英文系学习，同年参加学校进步组织读书会，组织罢课等活动。1949年任三野先遣纵队独立支队团政治部宣传干事，同年转二野金陵南下支队干部四大队三中队，并随军南下。同年任南京军管会驻南京江宁师范、安徽大学军事联络员，南京军管会机要秘书等职。
1950年6月，在南京市人民政府文教局担任科员。1951年2月，与同事黎洪模结婚，派往安徽，同年6月开始历任安徽省芜湖市人民政府秘书处机要员、秘书、副组长等职。1954年9月至1956年9月，在安徽农学院蚕桑系专科学习。1956年9月，留校任教，历任讲师、副教授、教授、系主任、中国蚕学会副理事长、安徽省蚕学会理事长等职。1996年6月离休。
2019年11月26日9时16分在安徽合肥去世，享年90岁。